# Меримсон, Марина Давыдовна
Марина Давыдовна Меримсон (22 декабря 1938, Рыбинск — 9 марта 2020, Челябинск) — советская и российская актриса

, Заслуженная артистка Российской Федерации.

## Биография
Марина Давыдовна Меримсон (Пономаренко) родилась в г. Рыбинске Ярославской области в семье потомственных актёров.
Отец, Давид Яковлевич Меримсон, актёр, в 1940-е гг. был директором Рыбинского драматического театра, позднее играл в Кировском драматическом театре.
Марина Меримсон окончила театральную студию при Ярославском драматическом театре им. Ф. Волкова (1960). Играла в драматических театрах Кирова, Казани, Кемерово, Иваново, Красноярска, Ленинграда.
В 1979 году была приглашена в Челябинский театр драмы. Первой ролью, которую она сыграла на сцене театра драмы, была Серафина в драме Теннеси Уильямса «Татуированная роза». Потом Игорь Владимиров пригласил её в Ленинград в театр имени Ленсовета. В 1985 году Марина Меримсон снова вернулась в Челябинский театр драмы.

## Творчество

### Роли в театре

#### Кировский драматический театр
1. 1956 — «Годы странствий» А. Н. Арбузова — Нина
2. 1964 — «Бедный Марат» А. Н. Арбузова — Лика
3. 1972 — «Бешеные деньги» А. Н. Островского — Лидия

#### Кемеровский драматический театр
1. 1965 — «Миллионерша» Б. Шоу — Эпифания

#### Драматический театр им. А. С. Пушкина (Красноярск)
1. «Вечно живые» В. С. Розова — Вероника

#### Челябинский театр драмы
1. 1979 — «Татуированная роза» Т. Уильямса. Режиссёр: Д. Шаманиди — Серафина
2. 1985 — «Цилиндр» Э. де Филиппо. Режиссёр: И. Гриншпун — Беттина
3. 1986 — «Король Лир» У. Шекспира. Режиссёр: Н. Орлов — Гонерилья
4. 1986 — «Вдовий пароход» И. Грековой, П. Лунгина. Режиссёр: В. Романова — Пашка Зыкова
5. 1987 — «Звёзды на утреннем небе» А. М. Галина. Режиссёр: Г. Полунин — Анна
6. 1989 — «Не боюсь Вирджинии Вулф» Э. Олби. Режиссёр: И. Пеккер — Марта
7. 1990 — «Гарольд и Мод» К. Хиггинса. Режиссёры: Н. Орлов, В. Жеребцов — Эллен Чейзен
8. 1992 — «Филумена Мартурано» Э. де Филиппо. Режиссёр: В. Аулов — Филумена
9. 1992 — «Какой грандиозный бардак!» Э. Ионеско. Режиссёр: В. Сечин — Консьержка
10. 1994 — «Внезапно прошлым летом» Т. Уильямса. Режиссёр: А. Житинкин — миссис Венейбл
11. 1995 — «Лев зимой» Д. Голдмена. Режиссёр: М. Филимонов — Элинор
12. 1997 — «Французский квартал» Т. Уильямса. Режиссёр: А. Житинкин — миссис Уайер
13. 1998 — «Мария Стюарт» Ф. Шиллера. Режиссёр: А. Кац — Елизавета
14. 2000 — «Моя прекрасная леди» мюзикл Ф. Лоу по пьесе Б. Шоу «Пигмалион». Режиссёр: Н. Орлов — миссис Хиггинс
15. 2001 — «Визит старой дамы» Ф. Дюрренматта. Режиссёр: А. Андреев — Клара Цаханассьян
16. 2003 — «Ах, как бы нам пришить старушку» («Дорогая Памела») Дж. Патрика. Режиссёр: Б. Горбачевский — Памела Кронки
17. 2005 — «Шестеро персонажей в поисках автора» Л. Пиранделло. Режиссёр: О. Рыбкин — Мадам Паче
18. 2005 — «ОБЭЖ» Б. Нушича. Режиссёр: С. Пускепалис — госпожа Рапаич
19. 2006 — «Зелёная зона» М. Зуева. Режиссёр: В. Гурфинкель — Нина Дмитриевна Носкова
20. 2008 — «Тектоника чувств» Э.-Э. Шмитта. Режиссёр: Н. Ширяев — мадам Помрей
21. 2010 — «Похороните меня за плинтусом» П. В. Санаева. Режиссёр: О. Плаксин — Бабушка
22. 2012 год — «Август. Округ Осейдж» Трейси Леттс. Режиссёр: Георгий Цхвирава — Вайолет Уэстон
23. 2016 — «Девичник над вечным покоем» А.Менчелл. Режиссёр: А. Зыков — Дорис

## Признание и награды
- 1995 год — Заслуженная артистка Российской Федерации[3]
- 2003 год — Лауреат областного театрального фестиваля-конкурса «Сцена — 2003», Челябинск в номинации «Лучшая женская роль» — за роль Памелы в «Ах, как бы нам пришить старушку» Дж. Патрика[4]
- 2007 год — Лауреат XI областного театрального фестиваля-конкурса «Сцена — 2007», Челябинск в номинации «Лучшая женская роль второго плана» — за роль Нины Носковой в «Зелёной зоне» М. Зуева[5]
- 2008 год — Лауреат Государственной премии Челябинской области[6]
- 2013 год — Лауреат областного театрального фестиваля -конкурса «Сцена — 2013», Челябинск в номинации «Лучшая женская роль» — за роль Вайолет Уэстон в «Август, Графство Осейдж» Т.Леттса[7]